# 中国農村信用社
中国農村信用社（ジョングオノンツンシンヨンシャ、日本語読み：ちゅうごくのうそんしんようしゃ）は、中国農村部に展開する金融機関である。略称は農信社もしくは信用社。中国農民が個人で融資を受けることができる数少ない金融機関でもある。

## 概要
1950年代に農民が興した金融機関だが、各地の信用社が集まり大きな信用社を形成するようになった。文化大革命以降管理は国によって行われるようになった。1990年代に多くの不良債権を抱え、経営は赤字状態が続いたが、株式制への移行や管理権を中国銀行業監督管理委員会から各省政府に移行するなどの改革を行ったことで、再び黒字にもどしている。預金残高は、中国農業銀行、中国工商銀行、中国建設銀行の後に次いで3兆円を超える。